# Государственный арбитраж СССР
Арбитра́ж — обобщающее наименование государственных квазисудебных органов, существовавших в СССР и РСФСР в период с 1931—1991 годы и осуществлявших рассмотрение имущественных споров между организациями, предприятиями и учреждениями советского социалистического хозяйства. В зависимости от подчинённости органы арбитража были представлены системой государственного и ведомственного арбитража. С 1 октября 1991 года в РСФСР советский арбитраж был заменён системой арбитражных судов.

## История
До революционных событий 1917 года в России хозяйственные споры между организациями рассматривались коммерческими судами. Декретом № 1 о суде коммерческие суды были упразднены. В дальнейшем споры между хозяйствующими субъектами рассматривались в административном порядке, то есть без участия самостоятельных судебных органов.
21 сентября 1922 года утверждено Положение о порядке разрешения имущественных споров между государственными учреждениями и предприятиями. Согласно этому Положению были созданы арбитражные комиссии центрального подчинения (при Совете труда и обороны — Арбитражная комиссия при СТО) и местного — при областных экономических совещаниях.
В 1924 году формирование системы арбитражных комиссий как специальных органов, созданных для рассмотрения имущественных споров между государственными и кооперативными предприятиями и организациями, в основном завершилась. В отдельных наркоматах и некоторых других ведомствах действовали свои арбитражные комиссии для разрешения имущественных споров между предприятиями и учреждениями одного и того же ведомства, получившие название ведомственных арбитражных комиссий.
3 мая 1931 года Постановлением Всероссийского центрального исполнительного комитета и Совета народных комиссаров СССР в системе государственного управления была учреждена структура органов государственного арбитража.
Арбитраж совмещал в себе управленческие и судебные функции. Подобный суд существовал в двух формах: ведомственный и государственный. В государственном арбитраже рассматривались споры организаций и предприятий по характеру административного подчинения, в ведомственном — подчинения конкретному ведомству.
Несмотря на наличие функций по разрешению споров, арбитражи не являлись независимыми судебными инстанциями и создавались при органах исполнительной власти — Совете Министров СССР, Советах Министров союзных республик, Советах Министров автономных республик и исполкомах краевых, областных и приравненных к ним Советов народных депутатов.
При принятии решений арбитражи руководствовались не только правовыми предписаниями, но и целесообразностью.
С принятием постановления Совета Министров СССР от 15 марта 1953 г. № 768 «О Государственном арбитраже при Совете Министров СССР» Государственный арбитраж был передан в состав Министерства юстиции СССР.
Аналогичным постановлением Совета Министров СССР от 10 июня 1954 г. № 1153 он был возвращён в подчинение непосредственно Совету Министров СССР.
23 июля 1959 г. Совет Министров СССР принял постановление № 824 «Об улучшении работы Государственного арбитража», поручившее госарбитражу активное воздействие на предприятия, организации и учреждения в деле улучшения их работы, выполнения хозяйственных планов и укрепления хозрасчета. Была оговорена процедура подачи жалоб, обязывающая истца предъявить претензию другой стороне и принять необходимые меры по урегулированию возникших споров.
Постановлением Совета Министров СССР от 17 августа 1960 г. № 892 было утверждено Положение о Государственном арбитраже при Совете Министров СССР, ставшее основой для аналогичных положений всех союзных республик в 1960—1961 гг.
До 1974 года в органах арбитража не существовало системы подчинённости нижестоящих органов вышестоящим.
17 января 1974 года на основе Положения о Госарбитраже при Совете Министров Госарбитраж СССР был реорганизован в союзно-республиканский орган управления.
Конституционные основы деятельности органы государственного арбитража были заложены в Конституции СССР 1977 года, где статья 163 предусматривала разрешение хозяйственных споров между предприятиями, учреждениями и организациями органами государственного арбитража в пределах их компетенции в соответствии с Законом о государственном арбитраже в СССР. Этот закон Верховный Совет СССР принял 30 ноября 1979 г., с 1 июля 1980 г. он вступил в силу.
В РСФСР с 1 октября 1991 года Постановлением Верховного Совета РСФСР о введении в действие Закона РСФСР «Об арбитражном суде» система арбитражей была упразднена, в том числе в структурах министерств, в ассоциациях, в государственных ведомствах, концернах, иных объединениях, в организациях и на предприятиях, затем заменена ныне действующей системой арбитражных судов.

## Главные арбитры

### СССР

#### Председатели арбитражной комиссии приСТОСССР
- 1923-1928 — Лебедев Пётр Александрович
- 1929-1931 — Овсянников Николай Николаевич

#### Главные арбитры СССР
- 1931-1933 — Шмидт Василий Владимирович
- 1933 — Уншлихт Иосиф Станиславович
- 1933-1939 — Голощёкин Филипп Исаевич
- 1939-1949 — Можейко Всеволод Николаевич
- 1949-1959 — Баранов Илья Ефимович
- 1960-1987 — Анисимов Евгений Васильевич
- 1987 — Найдёнов Виктор Васильевич
- 1987-1989 — Мальшаков Николай Петрович
- 1989-1990 — Матвеев Юрий Геннадьевич
- 1990-1991 — Яковлев Вениамин Фёдорович

### РСФСР

#### Председатели арбитражной комиссии при СТО (Экосо) РСФСР
- 1922-1923 — Лебедев Пётр Александрович
- 1924-1929 — Овсянников Николай Николаевич
- 1929-1931 — Шевердин Сергей Николаевич

#### Главные арбитры РСФСР
- 1931-1933 — Чуцкаев Сергей Егорович
- 1934 — Кривов Тимофей Степанович
- 1934-1937 — Поляков Михаил Харитонович
- 1937-1938 — Хинчук Лев Михайлович
- 1939-1941 — Семёнов Иван Павлович
- 1941-1949 — Шалюпа Михаил Павлович
- 1950-1953 — Герасимович И. И.
- 1954-1956 — Праволамская Зинаида Алексеевна
- 1956-1974 — Боголюбов Николай Семёнович
- 1974-1988 — Сапожников Николай Иванович
- 1988-1990 — Зарубин Николай Павлович
- 1990-1992 — Гребенников Валерий Васильевич